# Приходько Анатолій Петрович
Анато́лій Петро́вич Прихо́дько (нар. 5 грудня 1942, Вовчицьк — сучасний Маневицький район) — доктор технічних наук, 1985 року нагороджений орденом «Знак Пошани», 2002 — заслужений працівник освіти України.

## Короткий життєпис
1970 року закінчив Дніпропетровський інженерно-будівельний інститут з відзнакою, здобув спеціальність «автоматизація і комплексна механізація будівництва».
В Дніпропетровській будівельній академії працює з 1970 року.
1978 році захистив кандидатську дисертацію — «Жаростійкий бетон на в'яжучому із відпрацьованого синтетичного шлаку та рідкого скла».
1992 року — професор, по кафедрі технології бетонів та в'яжучих, з 2002 року й надалі — завідувач кафедри технології будівельних матеріалів, виробів та конструкцій.
З 1991 року працює проректором з науково-педагогічної та навчально-виховної роботи Придніпровської державної академії будівництва та архітектури.
2009 році захищає дисертацію «Наукові основи модифікації будівельних матеріалів мінеральними дисперсними системами техногенного походження», доктор технічних наук.
Вийшло друком його понад 150 наукових статей, 2 монографії, 2 навчальні посібники.
Отримав 10 авторських свідоцтв та 10 патентів, зокрема «Сировинна суміш для виготовлення вогнетривких виробів» — разом з Дібровим Г. Д.
Як педагог керував захистом 7 кандидатських дисертацій, затверджених ВАК СРСР і ВАК України.
В своїй науковій діяльності досліджує принципи використання різноманітних відходів виробництва в технології будівельних матеріалів.
Розробив науково-техніко-екологічний підхід, в якому обґрунтовується роль мінеральних дисперсних систем техногенного походження при синтезі будівельних матеріалів.
Деякі з його публікацій:
- 1988 — «Довговічність бетонних та залізобетонних виробів та конструкцій», Київ, разом з Пунагіним В. М., Савицьким Н. В.,
- 1992 — «Технологія виробництва бетонних і залізобетонних виробів. Навчальний посібник»,
- 2004 — «Мінеральні види будівельної сировини Дніпропетровської області та їх радіаційні параметри», разом з Соколовим І. А.
- 2007 — «Емалювання; фрітта, утилізація відходів. Охорона оточуючого середовища», в колективі авторів.

## Джерело
- Приходько Анатолій Петрович

| Володимир Вернадський | Це незавершена стаття про українського науковця. Ви можете допомогти проєкту, виправивши або дописавши її. |